# Ouril
Das Ouril (auch Ourin) ist ein altes Brettspiel, das zur Familie der Mancala-Spiele gehört. Es wird unter diesem Namen häufig auf den Kapverden gespielt.

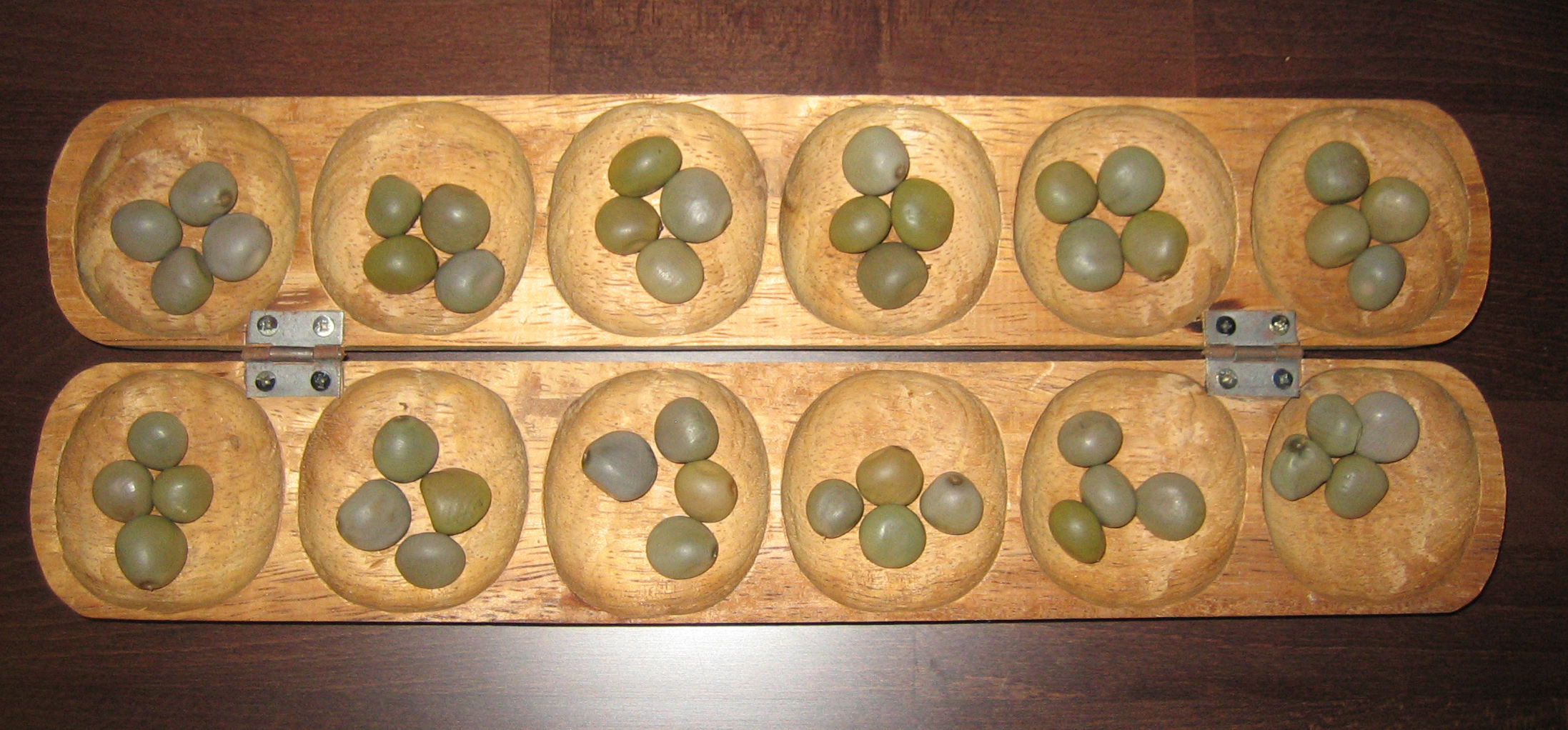
Cabo Verde Ouril Spiel

## Ziel
Ouril besteht aus einem Brett (portugiesisch banco de orim) mit 2 × 6 runden Mulden und zum Start 48 Spielsteinen. Ziel des Spiels ist es, 25 Steine auf der gegnerischen Seite des Spielfeldes zu schlagen.

## Regeln
- Zu Beginn des Spieles sind in jeder Mulde 4 Steine.
- Es wird Zug um Zug abwechselnd gespielt.
- Bei einem Zug nimmt der Spieler alle Steine aus einer Mulde seiner Seite und verteilt sie entgegen dem Uhrzeigersinn auf alle folgenden Mulden des Bretts, auch auf die gegnerische Seite.
- Sollten in der für den Zug gewählten Mulde mehr als 11 Steine sein, so wird bei der ersten Umrundung die Startmulde freigelassen.

- Landet der letzte Stein in einer Mulde des Gegners, und sind in dieser Mulde nun 2 oder 3 Steine, so gewinnt der Spieler diese Steine.
- Befinden sich vor der Mulde mit den geschlagenen Steinen (gegen den Uhrzeigersinn) nun ebenfalls 2 oder 3 Steine, so gewinnt der Spieler diese ebenfalls. Dies kann beliebig oft (auf der gegnerischen Seite) wiederholt werden.
- Eine Mulde mit 1 oder 4 (oder mehr) Steinen stoppt das Herausnehmen gegen die eigentliche Spielrichtung.

- Sollte ein Spieler auf seiner Seite keine Steine mehr haben, so muss der zweite Spieler einen Zug machen, der aus seiner Seite Steine auf die gegnerische Seite führt.
- Ist dies nicht möglich, so gewinnt der zweite Spieler alle verbleibenden Steine auf seiner Seite.
- Gewinner ist, wer zuerst 25 oder mehr Steine geschlagen hat.

## Varianten
Als Variante für Kinder und Einsteiger werden auch Bretter mit 2 × 4 Mulden verwendet.